# Voorwaartse insnijding
Voorwaartse (in)snijding is een methode in de landmeetkunde waarbij door hoekmeting vanuit minstens twee in coördinaten bekende punten de coördinaten van een afgelegen punt worden berekend, zonder in dat punt metingen te verrichten. De methode is een vorm van driehoeksmeting.
De methode werd vooral gebruikt in de tijd dat het nauwkeurig meten van afstanden niet eenvoudig was, zoals bijvoorbeeld het geval was bij de driehoeksmeting. De hoeken worden doorgaans gemeten met een theodoliet. De precisie waarmee de coördinaten van het gemeten punt kunnen worden bepaald hangt af van de snijdingshoek van de voerstralen in dat punt. De precisie is optimaal bij een haakse snijding.

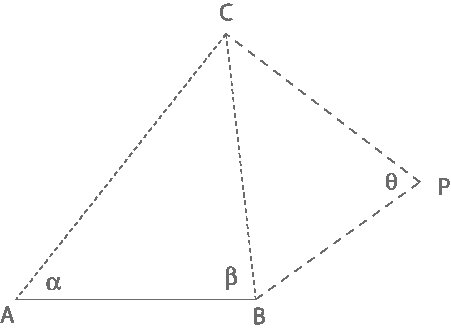
Figuur 1. Voorwaartse insnijding vanuit drie punten

Stel we hebben twee bekende punten A en B en een derde nog te bepalen punt C. Deze drie punten vormen een driehoek. Wanneer we vanuit de bekende punten A en B de richtingen naar C bepalen door middel van hoekmeting van de hoeken α en β, is de driehoek volledig bepaald en daarmee zijn de coördinaten van C uit te rekenen met behulp van de stelling van Pythagoras en de sinusregel.
Om een grotere betrouwbaarheid te krijgen, kunnen meer punten (P) in de meting betrokken worden.
Men spreekt van het insnijden van punten door hoek- of richtingsmeting en ook wel van voorwaartse en achterwaartse insnijding. De termen snijding en insnijding worden door elkaar gebruikt.

## Handmatige berekening
Zie figuur 1. Als gegeven zijn de coördinaten van de punten A en B en de gemeten hoeken {\displaystyle \alpha } en {\displaystyle \beta } naar het te bepalen punt C, dan worden eerst de lengte en het argument van basis AB berekend:
{\displaystyle AB={\sqrt {(X_{B}-X_{A})^{2}+(Y_{B}-Y_{A})^{2}}}}
{\displaystyle \varphi _{AB}=\arctan \left({\frac {X_{B}-X_{A}}{Y_{B}-Y_{A}}}\right)}, als {\displaystyle (Y_{B}-Y_{A})<0} dan {\displaystyle \varphi _{AB}} verhogen met {\displaystyle 200^{gon}} of {\displaystyle 180^{\circ }} (zie argument (landmeetkunde))
voor de hoek tegenover AB geldt:
{\displaystyle \gamma =200^{gon}-\alpha -\beta } in decimale graden, of {\displaystyle \gamma =180^{\circ }-\alpha -\beta } in booggraden
Als nu de sinusregel wordt toegepast, dan geldt:
{\displaystyle {\frac {AC}{\sin \beta }}={\frac {AB}{sin\gamma }}}, dus {\displaystyle AC={\frac {AB\cdot \sin \beta }{\sin \gamma }}}
Tot slot worden de coördinaten van C berekend volgens de formules voor het berekenen van coördinaten uit argument en afstand:
{\displaystyle X_{C}=X_{A}+AB\cdot \sin \varphi _{AP}}
{\displaystyle Y_{C}=Y_{A}+AB\cdot \cos \varphi _{AP}}
waarbij {\displaystyle \varphi _{AC}=\varphi _{AB}-\alpha }

### Voorbeeld handmatige berekening
Let op: de volgende voorbeeldberekening maakt géén gebruik van een kaarthoek (argument) en is derhalve slechts juist wanneer lijn AB evenwijdig loopt aan de x-as.

Stel de coördinaten van de punten A en B zijn (0;0) en (5;0). De afstand AB in een Cartesisch coördinatenstelsel is dan volgens de stelling van Pythagoras;
{\displaystyle AB={\sqrt {(X_{B}-X_{A})^{2}+(Y_{B}-Y_{A})^{2}}}={\sqrt {(5-0)^{2}+(0-0)^{2}}}={\sqrt {25}}=5}
Stel de gemeten hoeken α en β bij resp. A en B naar C zijn 60° en 30°.

De som van de hoeken in een driehoek is 180°, dus voor hoek γ (de hoek ACB) geldt:
{\displaystyle \gamma =180^{\circ }-60^{\circ }-30^{\circ }=90^{\circ }}
De afstand AC kan gevonden worden met de sinusregel:
{\displaystyle {\frac {AC}{\sin {\beta }}}={\frac {AB}{\sin {\gamma }}}}, dus: {\displaystyle AC={\frac {AB\cdot \sin {\beta }}{\sin {\gamma }}}={\frac {5\cdot \sin {30^{\circ }}}{\sin {90^{\circ }}}}={\frac {5\cdot 0,5}{1}}=2,50}
De XY-coördinaten van C zijn dan:
{\displaystyle X_{C}=X_{A}+AC\cdot \cos {\alpha }=0+2,50\cdot \cos(60^{\circ })=2,50\cdot 0,5=1,25}
{\displaystyle Y_{C}=Y_{A}+AC\cdot \sin {\alpha }=0+2,50\cdot \sin(60^{\circ })\approx 2,50\cdot 0,866\approx 2,17}
Het punt C is daarmee in coördinaten bekend als (1,25; 2,17).

## Berekening volgens de basishoekmethode

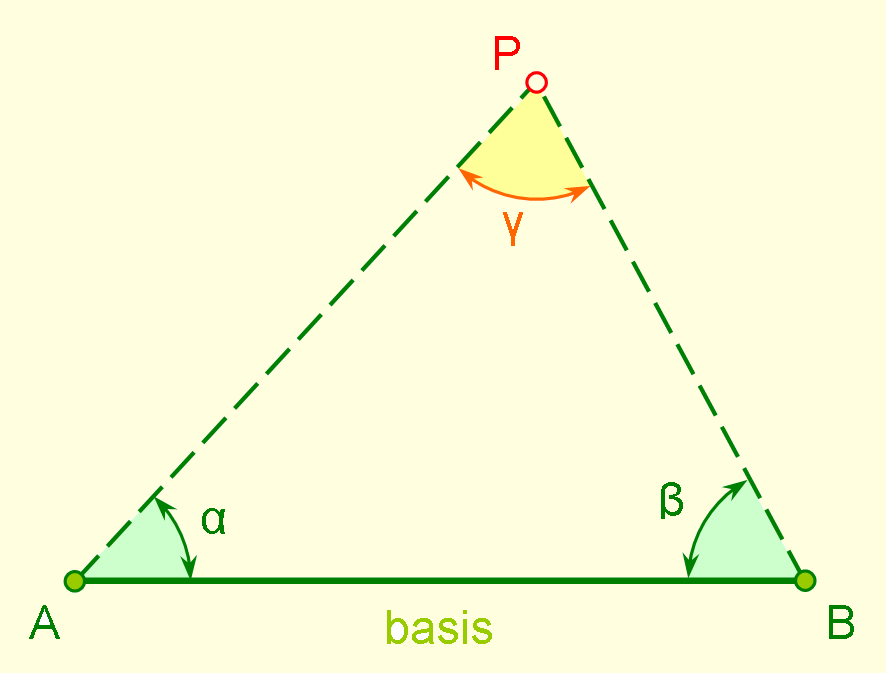
Figuur 2. Het principe van de voorwaartse insnijding volgens de basishoekmethode

Zie figuur 2. Om de berekening van het richtpunt te vereenvoudigen kunnen de formules van de basishoekmethode worden gebruikt. Als gegeven zijn de coördinaten van A ({\displaystyle X_{A}}, {\displaystyle Y_{A}}) en B ({\displaystyle X_{B}}, {\displaystyle Y_{B}}), alsmede de in A en B gemeten hoeken {\displaystyle \alpha } en {\displaystyle \beta } naar P, gedefinieerd als:
{\displaystyle \alpha =\angle PAB} en {\displaystyle \beta =\angle ABP}
dan geldt voor de coördinaten van P:
{\displaystyle X_{P}=X_{A}+{\frac {(X_{B}-X_{A})\cdot cot\alpha -(Y_{B}-Y_{A})}{cot\alpha +\cot \beta }}}
{\displaystyle Y_{P}=Y_{A}+{\frac {(Y_{B}-Y_{A})\cdot cot\alpha +(X_{B}-X_{A})}{cot\alpha +\cot \beta }}}
met {\displaystyle \cot \alpha ={\frac {1}{\tan \alpha }}}